# Mes parents chéris
Pour plus de détails, voir Fiche technique et Distribution.
Mes parents chéris est un téléfilm français réalisé par Philomène Esposito et diffusé le 14 juin 2006 sur France 2.

## Synopsis
Marie, la quarantaine, vit seule. Elle se retrouve à cohabiter avec ses parents dans une maison de vacances. Elle est persuadée dans un premier temps que cette présence imprévue des parents ne va pas convenir à son fils et aux amis qui lui rendent visite, notamment Jacques, dont elle est amoureuse. Mais ils s'avèrent enchantés de découvrir ce couple uni. Marie s'isole et fait la tête,,,,.

## Fiche technique
- Scénario : Philomène Esposito et Stéphane Giusti
- Producteur : Françoise Castro
- Musique du film : Jean-Claude et Angélique Nachon
- Directeur de la photographie : Michel Sourioux
- Montage : Caroline Biggerstaff
- Distribution des rôles : Claude Martin
- Création des décors : Jimmy Vansteenkiste
- Création des costumes : Marie-Claude Brunet
- Société de production : BFC Productions et France 2
- Société de distribution :
- Format : Couleur - 1,85:1 - 35 mm - Son mono - Son stéréo - Son Dolby Digital - Son Dolby SR
- Pays d'origine : France
- Durée : 100 minutes
- Date de diffusion : 14 juin 2006 sur France 2

## Distribution
- Catherine Jacob : Marie Amato
- Adriana Asti : Mme Amato
- Michel Aumont : M. Amato
- Jean-Michel Noirey : Jacques
- Christophe Alévêque : Romuald
- Armelle : Rita
- Sophie Mounicot : Fabienne
- Olivier Broche : Yves
- Martin Esposito : Vincent